# Foggia
Foggia este un oraș în Italia.

## Demografie
Foggia - evoluția demografică

|  | Graficele sunt indisponibile din cauza unor probleme tehnice. Mai multe informații se găsesc la Phabricator și la wiki-ul MediaWiki. |

Date: Recensăminte sau birourile de statistică - grafică realizată de Wikipedia

## Personalități născute aici
- Francesco Saverio Altamura (1822 - 1897), pictor;
- Renzo Arbore (n. 1937), cantautor;
- Maria Chiara Giannetta (n. 1992), actriță, moderatoare de televiziune.